# Unterseen
Unterseen (toponimo tedesco) è un comune svizzero di 5 712 abitanti del Canton Berna, nella regione dell'Oberland (circondario di Interlaken-Oberhasli); ha lo status di città.

## Geografia fisica
Unterseen si affaccia  sul Lago di Thun.

## Monumenti e luoghi d'interesse

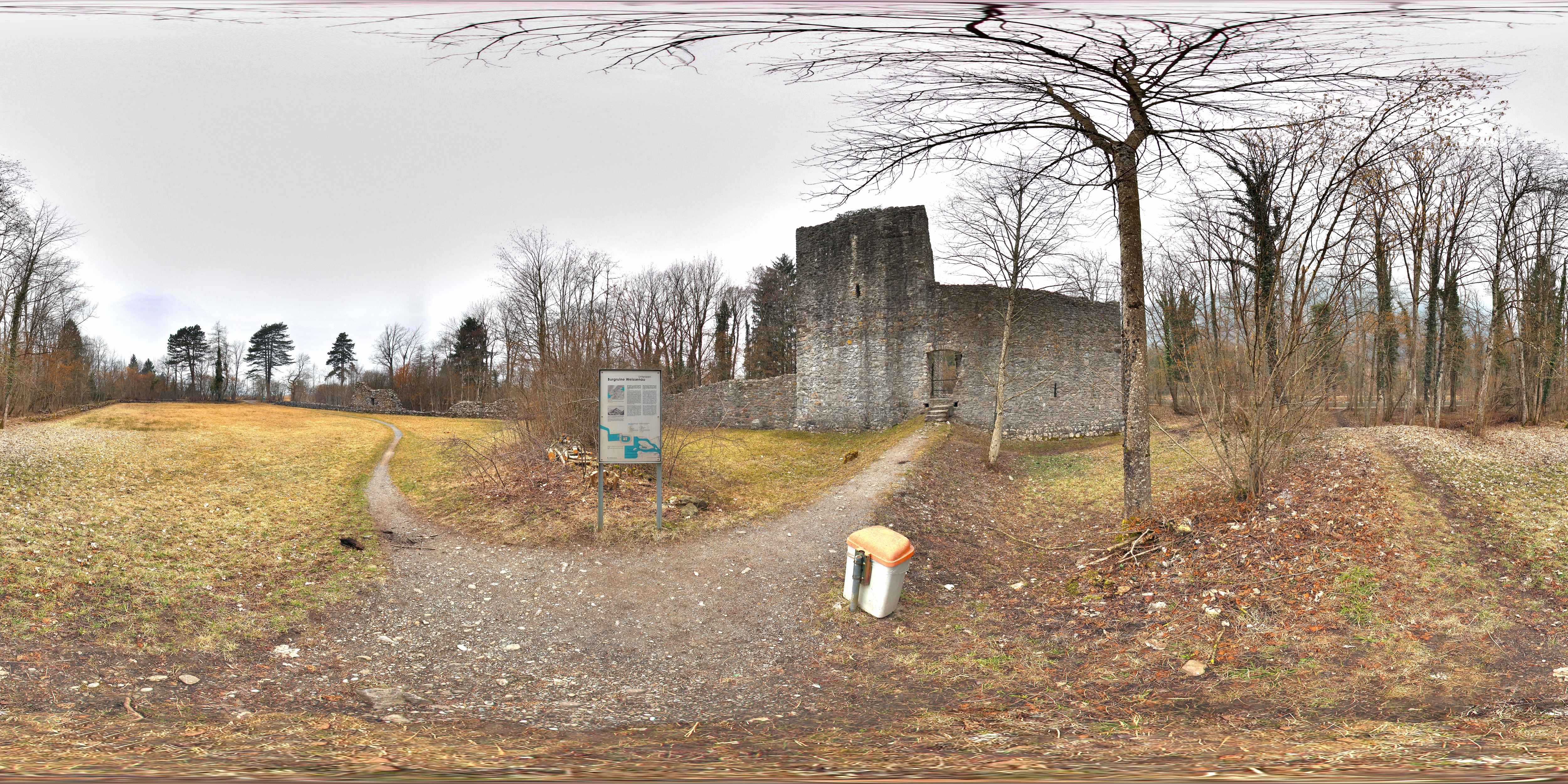
Le rovine del castello di Weissenau

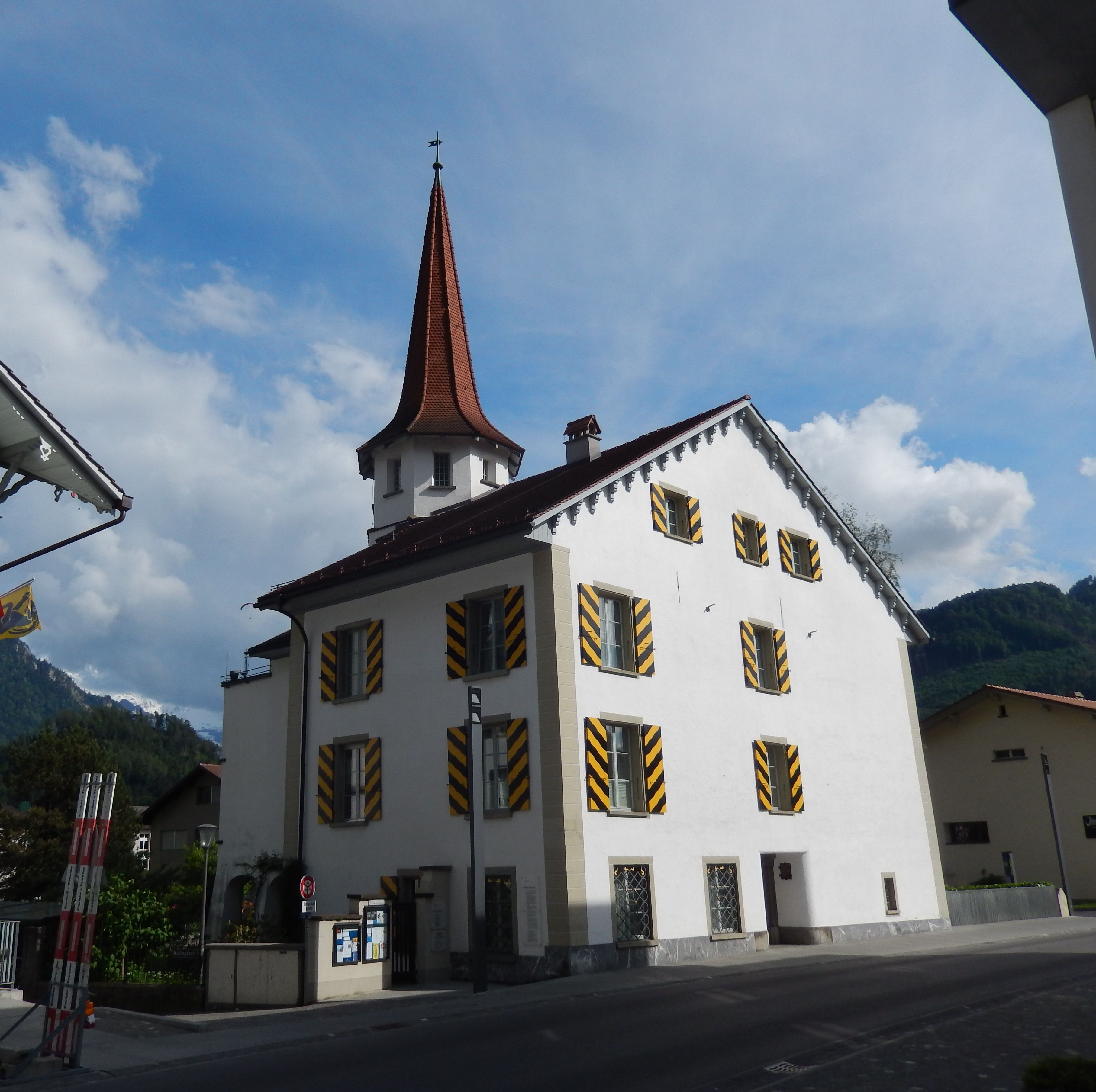
Il Castello di Unterseen

- Chiesa riformata, attestata dal 1353 e ricostruita nel 1470 e nel 1852[1];
- Rovine del castello di Weissenau, attestato dal 1298[1][2];
- Castello di Unterseen, attestato dal 1527[1].

## Società

### Evoluzione demografica
L'evoluzione demografica è riportata nella seguente tabella:
Abitanti censiti

## Infrastrutture e trasporti
Tra il 1914 e il 1939 Unterseen fu servita dalla tranvia Steffisburg-Thun-Interlaken.

## Amministrazione
Ogni famiglia originaria del luogo fa parte del cosiddetto comune patriziale e ha la responsabilità della manutenzione di ogni bene ricadente all'interno dei confini del comune.